# Сент-Мэри-Пик
Сент-Мэри-Пик (с англ. — «пик Святой Марии», на языке аборигенов Ngarri Mudlanha) — самая высокая (1171 м) вершина хребта Флиндерс в Южной Австралии, расположена на севере-западной стороне долины Вильпена-Паунд. Находится на территории национального парка Флиндерс Рейнджес. Занимает восьмое место в списке высочайших вершин Южной Австралии.

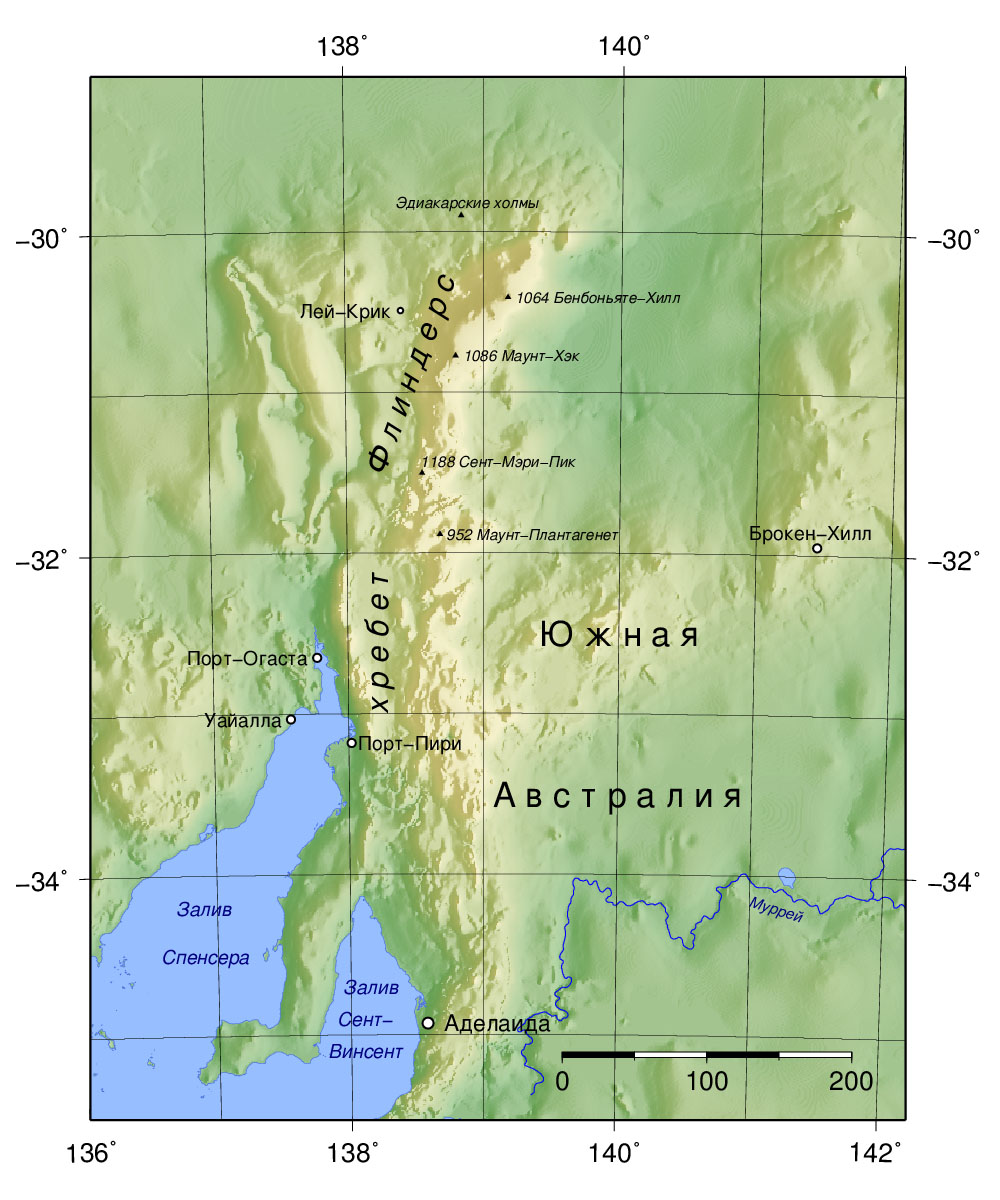
Хребет Флиндерс